# マルチン・ウルバス
マルチン・クシシュトフ・ウルバス（ポーランド語: Marcin Krzysztof Urbaś、1976年9月17日 ‐ ）は、ポーランド・クラクフ出身で短距離走を専門にしていた元陸上競技選手。200mの自己ベストは19秒98のポーランド記録保持者。1999年セビリア世界選手権男子200mのファイナリスト（5位）である。

## 経歴
1999年8月、セビリア世界選手権の男子200mに出場すると、2次予選で20秒32（0.0）の自己ベスト、準決勝では2次予選の記録を更に縮める19秒98（+1.7）をマーク。ポーランド新記録を樹立すると共に、ヨーロッパの選手としてはイタリアのピエトロ・メンネア、イギリスのジョン・レジスに続き史上3人目となる19秒台を達成した（ウルバスが19秒台を記録したのはこの時だけである）。この種目ではポーランド勢初のファイナリストとなった決勝は、準決勝よりもタイムを落とし20秒30（+1.2）の5位に終わった。
2000年9月、シドニーオリンピックの男子200mでオリンピックデビューを果たすも、2次予選で敗退した。2次予選では全体13位のタイムとなる20秒43（+0.3）マークしたが、準決勝に進出できる組4着以内に入れなかった。
2002年3月、ヨーロッパ室内選手権の男子200mを20秒64で制し、この種目でポーランドに初のメダルをもたらした。
2004年3月、ブダペスト世界室内選手権の男子200mに出場すると、この種目でポーランド勢初のファイナリストになり、21秒49で6位に入った。

## 自己ベスト
記録欄の（　）内の数字は風速（m/s）で、+は追い風、-は向かい風を意味する。
| 種目 | 記録          | 年月日        | 場所               | 備考           |
| 屋外 | 屋外          | 屋外          | 屋外               | 屋外           |
| ---- | ------------- | ------------- | ------------------ | -------------- |
| 100m | 10秒30 (+0.7) | 1999年7月2日  | クラクフ           |                |
| 150m | 15秒16 (-1.9) | 2002年5月29日 | ビェルスコ＝ビャワ |                |
| 200m | 19秒98 (+1.7) | 1999年8月25日 | セビリア           | ポーランド記録 |
| 400m | 47秒08        | 2004年9月11日 | クラクフ           |                |
| 室内 |               |               |                    |                |
| 60m  | 6秒70         | 2002年2月16日 | スパワ             |                |
| 200m | 20秒55        | 2002年3月1日  | ウィーン           | ポーランド記録 |

## 主要大会成績
| 年   | 大会                      | 場所         | 種目    | 結果    | 記録             | 備考                                                                                    |
| ---- | ------------------------- | ------------ | ------- | ------- | ---------------- | --------------------------------------------------------------------------------------- |
| 1998 | ヨーロッパ選手権 (en)     | ブダペスト   | 200m    | 予選    | DNF              |                                                                                         |
| 1999 | 世界室内選手権            | 前橋         | 200m    | 準決勝  | 21秒01           |                                                                                         |
| 1999 | 世界選手権                | セビリア     | 200m    | 5位     | 20秒30 (+1.2)    | ポーランド男子初のファイナリスト ポーランド最高成績 準決勝19秒98 (+1.7)：ポーランド記録 |
| 1999 | 世界選手権                | セビリア     | 4x100mR | 5位     | 38秒70 (2走)     |                                                                                         |
| 2000 | ヨーロッパ室内選手権 (en) | ヘント       | 200m    | 予選    | DNF              |                                                                                         |
| 2000 | オリンピック              | シドニー     | 200m    | 2次予選 | 20秒43 (+0.3)    |                                                                                         |
| 2000 | オリンピック              | シドニー     | 4x100mR | 8位     | 38秒96 (2走)     |                                                                                         |
| 2001 | フランス語圏競技大会 (en) | オタワ       | 200m    | 7位     | 1分05秒51 (+0.5) |                                                                                         |
| 2001 | 世界選手権                | エドモントン | 200m    | 準決勝  | 20秒48 (+1.0)    |                                                                                         |
| 2001 | 世界選手権                | エドモントン | 4x100mR | 準決勝  | 38秒92 (4走)     | 決勝進出                                                                                |
| 2001 | ユニバーシアード (en)     | 北京         | 200m    | 優勝    | 20秒56           |                                                                                         |
| 2002 | ヨーロッパ室内選手権 (en) | ウィーン     | 200m    | 優勝    | 20秒64           | ポーランド男子初の金メダリスト 準決勝20秒55：ポーランド記録                             |
| 2002 | ヨーロッパ選手権 (en)     | ミュンヘン   | 200m    | 決勝    | DNF              | 準決勝20秒60 (+0.2)                                                                     |
| 2002 | ヨーロッパ選手権 (en)     | ミュンヘン   | 4x100mR | 2位     | 38秒71 (4走)     |                                                                                         |
| 2003 | 世界選手権                | サン＝ドニ   | 200m    | 2次予選 | 20秒72 (+2.3)    |                                                                                         |
| 2003 | 世界選手権                | サン＝ドニ   | 4x100mR | 5位     | 38秒96 (4走)     |                                                                                         |
| 2004 | 世界室内選手権            | ブダペスト   | 200m    | 6位     | 21秒49           | ポーランド初のファイナリスト ポーランド最高成績                                         |
| 2004 | オリンピック              | アテネ       | 200m    | 2次予選 | DNF              | 1次予選20秒71 (+1.4)                                                                    |
| 2004 | オリンピック              | アテネ       | 4x100mR | 5位     | 38秒54 (4走)     |                                                                                         |
| 2005 | ヨーロッパ室内選手権 (en) | マドリード   | 200m    | 3位     | 21秒04           |                                                                                         |
| 2005 | 世界選手権                | ヘルシンキ   | 4x100mR | 予選    | DNF (4走)        |                                                                                         |
| 2006 | ヨーロッパ選手権          | ヨーテボリ   | 200m    | 2次予選 | 21秒39 (+0.6)    |                                                                                         |